# British Science Fiction Association Award
Der British Science Fiction Association Award (auch British Science Fiction Award, British SF Award oder BSFA Award) ist ein Literaturpreis, der von der „British Science Fiction Association“ (BSFA) seit 1970 jährlich auf dem Eastercon in verschiedenen Kategorien vergeben wird.
In Betracht kommen alle Werke aus dem Themenbereich Science-Fiction und Fantasy, die im Vorjahr publiziert wurden (Romane in Großbritannien, Shortfiction weltweit). Die Preisträger werden durch die Stimmen der aus mehreren Nationen stammenden Mitglieder der Vereinigung bestimmt. Die Jahreszahlangabe bei dem Preis entspricht dem Erscheinungsjahr (das heißt, dass beispielsweise 2007 der BSFA Award 2006 vergeben wurde).
Die ständigen Kategorien sind:
- Novel (Roman)
- Short Fiction (Kurzform: Erzählung, Kurzroman, Kurzgeschichte)

Vergleichsweise regelmäßig wird eine Kategorie „Artwork“, „Artist“ oder „Cover Artist“ angeboten, in der Grafiken und Illustrationen und/oder der zugehörige Künstler ausgezeichnet werden. Gelegentlich werden auch Preise für das beste Sachbuch über SF/F (Non-Fiction), für das beste Drehbuch zu einem SF/F-Film usw. vergeben.

## Geschichte
Vorläufer des heutigen Preises war der British Fantasy Award (nicht zu verwechseln mit dem von der British Fantasy Society heute vergebenen British Fantasy Award). Der Preis sollte an die Person oder Organisation vergeben werden, die im vorangegangenen Kalenderjahr den wertvollsten Beitrag zur spekulativen Literatur gemacht hatte. Der Preis war nur kurzlebig. Erster Preisträger war 1966 John Brunner. 1967 erhielt Philip K. Dick den Preis, dessen Roman The Three Stigmata of Palmer Eldritch (1964) im Jahr zuvor in Großbritannien erschienen war. Außerdem erhielt Michael Moorcock 1967 einen Spezialpreis der Jury. Aufgrund von administrativen Komplikationen innerhalb der BSFA wurde der Preis 1968 und 1969 nicht vergeben. 1970 wurde dann als British Science Fiction Association Award ein Neuanfang gemacht.

## Kategorien

### Novel (Roman)
| 1960er | 1960er                                        | 1960er                                        | 1960er                                            |
| Jahr   | Autor                                         | Originaltitel                                 | Deutscher Titel                                   |
| ------ | --------------------------------------------- | --------------------------------------------- | ------------------------------------------------- |
| 1969   | John Brunner                                  | Stand on Zanzibar                             | Morgenwelt                                        |
| 1970er |                                               |                                               |                                                   |
| Jahr   | Autor                                         | Originaltitel                                 | Deutscher Titel                                   |
| 1970   | John Brunner                                  | The Jagged Orbit                              | Das Gottschalk-Komplott, auch: Ein irrer Orbit    |
| 1971   | Brian Aldiss                                  | The Moment of Eclipse                         | Der Moment der Eklipse                            |
| 1972   | – kein Preis vergeben: zu wenig Beteiligung – | – kein Preis vergeben: zu wenig Beteiligung – | – kein Preis vergeben: zu wenig Beteiligung –     |
| 1973   | Arthur C. Clarke                              | Rendezvous with Rama                          | Rendezvous mit 31/439, auch: Rendezvous with Rama |
| 1974   | Christopher Priest                            | Inverted World                                | Die Stadt, auch: Der steile Horizont              |
| 1975   | Bob Shaw                                      | Orbitsville                                   | Orbitsville                                       |
| 1976   | Michael Coney                                 | Brontomek!                                    | Brontomek!                                        |
| 1977   | Ian Watson                                    | The Jonah Kit                                 | Der programmierte Wal                             |
| 1978   | Philip K. Dick                                | A Scanner Darkly                              | Der dunkle Schirm                                 |
| 1979   | James Graham Ballard                          | The Unlimited Dream Company                   | Freiflüge, auch: Traum GmbH                       |
| 1980er |                                               |                                               |                                                   |
| Jahr   | Autor                                         | Originaltitel                                 | Deutscher Titel                                   |
| 1980   | Gregory Benford                               | Timescape                                     | Zeitschaft                                        |
| 1981   | Gene Wolfe                                    | The Shadow of the Torturer                    | Der Schatten des Folterers                        |
| 1982   | Brian Aldiss                                  | Helliconia Spring                             | Helliconia: Frühling                              |
| 1983   | John Sladek                                   | Tik-Tok                                       | Tick-Tack                                         |
| 1984   | Robert Holdstock                              | Mythago Wood                                  | Mythenwald                                        |
| 1985   | Brian Aldiss                                  | Helliconia Winter                             | Helliconia: Winter                                |
| 1986   | Bob Shaw                                      | The Ragged Astronauts                         | Die Heißluft-Astronauten                          |
| 1987   | Keith Roberts                                 | Gráinne                                       | -                                                 |
| 1988   | Robert Holdstock                              | Lavondyss                                     | Tallis im Mythenwald                              |
| 1989   | Terry Pratchett                               | Pyramids                                      | Pyramiden                                         |
| 1990er |                                               |                                               |                                                   |
| Jahr   | Autor                                         | Originaltitel                                 | Deutscher Titel                                   |
| 1990   | Colin Greenland                               | Take Back Plenty                              | Begegnungen auf dem Möbiusband, auch: Sternendieb |
| 1991   | Dan Simmons                                   | The Fall of Hyperion                          | Die Hyperion-Gesänge                              |
| 1992   | Kim Stanley Robinson                          | Red Mars                                      | Roter Mars                                        |
| 1993   | Christopher Evans                             | Aztec Century                                 | Der Sturm der Azteken                             |
| 1994   | Iain M. Banks                                 | Feersum Endjinn                               | Förchtbar Maschien                                |
| 1995   | Stephen Baxter                                | The Time Ships                                | Zeitschiffe                                       |
| 1996   | Iain M. Banks                                 | Excession                                     | Exzession                                         |
| 1997   | Mary Doria Russell                            | The Sparrow                                   | Sperling                                          |
| 1998   | Christopher Priest                            | The Extremes                                  | Die Amok-Schleife                                 |
| 1999   | Ken MacLeod                                   | The Sky Road                                  | -                                                 |
| 2000er |                                               |                                               |                                                   |
| Jahr   | Autor                                         | Originaltitel                                 | Deutscher Titel                                   |
| 2000   | Mary Gentle                                   | Ash: A Secret History                         | Der blaue Löwe                                    |
| 2001   | Alastair Reynolds                             | Chasm City                                    | Chasm City                                        |
| 2002   | Christopher Priest                            | The Separation                                | -                                                 |
| 2003   | Jon Courtenay Grimwood                        | Felaheen: The Third Arabesk                   |                                                   |
| 2004   | Ian McDonald                                  | River of Gods                                 | Cyberabad                                         |
| 2005   | Geoff Ryman                                   | Air                                           | -                                                 |
| 2006   | Jon Courtenay Grimwood                        | End of the World Blues                        |                                                   |
| 2007   | Ian McDonald                                  | Brasyl                                        | -                                                 |
| 2008   | Ken MacLeod                                   | The Night Sessions                            | -                                                 |
| 2009   | China Miéville                                | The City & the City                           | Die Stadt & Die Stadt                             |
| 2010er |                                               |                                               |                                                   |
| Jahr   | Autor                                         | Originaltitel                                 | Deutscher Titel                                   |
| 2010   | Ian McDonald                                  | The Dervish House                             | -                                                 |
| 2011   | Christopher Priest                            | The Islanders                                 | -                                                 |
| 2012   | Adam Roberts                                  | Jack Glass                                    | -                                                 |
| 2013   | Gareth L. Powell                              | Ack-Ack Macaque                               |                                                   |
| 2013   | Ann Leckie                                    | Ancillary Justice                             | Die Maschinen                                     |
| 2014   | Ann Leckie                                    | Ancillary Sword                               | Die Mission                                       |
| 2015   | Aliette de Bodard                             | The House of Shattered Wings                  | Das Haus der zerbrochenen Schwingen               |
| 2016   | Dave Hutchinson                               | Europe in Winter                              |                                                   |
| 2017   | Nina Allan                                    | The Rift                                      |                                                   |
| 2018   | Gareth L. Powell                              | Embers of War                                 |                                                   |
| 2019   | Adrian Tchaikovsky                            | Children of Ruin                              | Die Erben der Zeit                                |
| 2020   | N. K. Jemisin                                 | The City We Became                            | Die Wächterinnen von New York                     |
| 2021   | Adrian Tchaikovsky                            | Shards of Earth                               | Die Scherben der Erde                             |
| 2022   | Adrian Tchaikovsky                            | City of Last Chances                          |                                                   |
| 2023   | Juliet E. McKenna                             | The Green Man’s Quarry                        |                                                   |

### Short Fiction (Kurzform)
Diese Kategorie wurde von 1979 bis 2000 als „Short“, 2001 als „Short Story“ und seit 2002 als „Short Fiction“ bezeichnet.
| 1970er | 1970er                            | 1970er                               |
| Jahr   | Autor                             | Originaltitel                        |
| ------ | --------------------------------- | ------------------------------------ |
| 1979   | Christopher Priest                | „Palely Loitering“                   |
| 1980er |                                   |                                      |
| Jahr   | Autor                             | Originaltitel                        |
| 1980   | Thomas Michael Disch              | „The Brave Little Toaster“           |
| 1981   | Robert Holdstock                  | „Mythago Wood“                       |
| 1982   | Keith Roberts                     | „Kitemaster“                         |
| 1983   | Edwards Malcolm                   | „After Images“                       |
| 1984   | Geoff Ryman                       | „The Unconquered Country“            |
| 1985   | David Langford                    | „Cube Root“                          |
| 1986   | Keith Roberts                     | „Kaeti and the Hangman“              |
| 1987   | Geoff Ryman                       | „Love Sickness“                      |
| 1988   | Bob Shaw                          | „Dark Night in Toyland“              |
| 1989   | Lisa Tuttle                       | „In Translation“                     |
| 1990er |                                   |                                      |
| Jahr   | Autor                             | Originaltitel                        |
| 1990   | Kim Newman                        | „The Original Dr. Shade“             |
| 1991   | Molly Brown                       | „Bad Timing“                         |
| 1992   | Ian McDonald                      | „Innocents“                          |
| 1993   | Robert Holdstock & Garry Kilworth | „The Ragthorn“                       |
| 1994   | Paul Di Filippo                   | „The Double Felix“                   |
| 1995   | Brian Stableford                  | „The Hunger and Ecstasy of Vampires“ |
| 1996   | Barrington J. Bayley              | „A Crab Must Try“                    |
| 1997   | Stephen Baxter                    | „War Birds“                          |
| 1998   | Gwyneth Jones                     | „La Cenerentola“                     |
| 1999   | Eric Brown                        | „Hunting the Slarque“                |
| 2000er |                                   |                                      |
| Jahr   | Autor                             | Originaltitel                        |
| 2000   | Peter F. Hamilton                 | „The Suspect Genome“                 |
| 2001   | Eric Brown                        | „Children of Winter“                 |
| 2002   | Neil Gaiman                       | Coraline                             |
| 2003   | Neil Gaiman & Dave McKean         | The Wolves in the Walls              |
| 2004   | Stephen Baxter                    | Mayflower II                         |
| 2005   | Kelly Link                        | „Magic for Beginners“                |
| 2006   | Ian McDonald                      | „The Djinn's Wife“                   |
| 2007   | Ken MacLeod                       | „Lighting Out“                       |
| 2008   | Ted Chiang                        | „Exhalation“                         |
| 2009   | Ian Watson & Roberto Quaglia      | „The Beloved Time of Their Lives “   |
| 2010er |                                   |                                      |
| Jahr   | Autor                             | Originaltitel                        |
| 2010   | Aliette de Bodard                 | „The Shipmaker“                      |
| 2011   | Paul Cornell                      | „The Copenhagen Interpretation“      |
| 2012   | Ian Sales                         | „Adrift on the Sea of Rains“         |
| 2013   | Nina Allan                        | „Spin“                               |
| 2014   | Ruth E. J. Booth                  | „The Honey Trap“                     |
| 2015   | Aliette de Bodard                 | „Three Cups of Grief, by Starlight“  |
| 2016   | Jaine Fenn                        | „Liberty Bird“                       |
| 2017   | Anne Charnock                     | „The Enclave“                        |
| 2019   | Ian McDonald                      | „Time Was“                           |
| 2020   | Amal El-Mohtar & Max Gladstone    | „This Is How You Lose the Time War“  |
| 2021   | Ida Keogh                         | „Infinite Tea in the Demara Cafe“    |
| 2022   | Aliette de Bodard                 | „Fireheart Tiger“                    |